# Gai Mizuki
Gai Mizuki (en japonés: 水樹凱, Hepburn: Mizuki Gai), también conocido como Rycanthropy, es un dibujante de manga gay japonés y productor de dōjin soft.

## Biografía
Mizuki nació en la región de Kansai en Japón. Estudió música y compitió en carreras de vallas mientras estaba en la escuela, abandonando esta última después de sufrir una lesión, y más tarde trabajó como desarrollador web. Mizuki se dedicó a la ilustración como pasatiempo desde su infancia, creando su primer cómic en sexto grado.
Después de descubrir las obras del artista Gengoroh Tagame a la edad de veintitrés años, Mizuki comenzó a dibujar manga gay. Sus obras han aparecido en las revistas para hombres gay G-men, Badi y Barazoku, así como en la antología de manga yaoi Nikutaiha, que atrajo a una audiencia mixta de lectores tanto hombres gay como mujeres heterosexuales.
Mizuki es conocido por ser un prolífico creador de dōjinshi slash basados en contenidos multimedia existentes, y ha producido obras basadas en Kill la Kill, Tiger & Bunny, Fate/Grand Order, Final Fantasy XV, Voltron: Legendary Defender y muchas otras. Además de estas obras derivadas, Mizuki ha producido una variedad de títulos originales, incluidos cuatro dōjin soft (videojuegos hechos por él mismo): G-Case, Jalpon, ハニかむBINGO y Howling Wolf.
Las obras de Mizuki son conocidas por su narrativa de "estilo BL", con un enfoque en el diálogo y el desarrollo de los personajes sobre el erotismo puro, con la yakuza como un elemento recurrente común. Entre sus influencias, Mizuki cita la música como un factor que ha tenido un impacto significativo en su trabajo, citando específicamente a los compositores Yoko Kanno y Yasutaka Nakata.
Las obras de Mizuki se incluyeron en la antología de manga de 2014 Massive: Gay Erotic Manga and the Men Who Make It, la primera antología de manga gay en inglés, publicada por Fantagraphics Books.